# Hippopsis meinerti
Hippopsis meinerti là một loài bọ cánh cứng trong họ Cerambycidae.